# Интернет-терапия
«Интернет-терапия» (англ. Web Therapy) — американский телевизионный сериал в жанре ситком, созданный Лизой Кудроу, Доном Русом и Дэном Букатинским. Его премьера состоялась 19 июля 2011 года на телеканале Showtime. Основан на одноимённом веб-сериале с Лизой Кудроу в роли Фионы Уоллис, психотерапевта, который проводит сеансы с клиентами исключительно через интернет.

## Сюжет
Эксцентричный психотерапевт Фиона Уоллис разработала новую методику общения с пациентами: всего три минуты разговора и никаких лишних слов и воспоминаний. Приём транслируется в интернете посредством веб-камер для привлечения инвесторов, которые должны помочь Фионе распространить новую методику по всему миру.

## Актёры и персонажи
- Лиза Кудроу — Фиона Уоллис

Второстепенный состав
- Дэн Букатинский — Джером Соколоф
- Виктор Гарбер — Кип Уоллис
- Лили Томлин — Путси Ходж
- Дженнифер Элиз Кокс — Джина Спинкс
- Молик Панчоли — Камал Пракаш
- Джули Клер — Робин Грайнер
- Алан Камминг — Остин Кларк
- Тим Бэгли — Ричард Прэтт

## Производство
Как веб-сериал шоу было запущено на сайте lstudio.com 22 сентября 2008 года. Всего было снято 65 веб-эпизодов продолжительностью от трёх до пятнадцати минут. В апреле 2010 года телеканал Showtime объявил о планах перенести сериал на телеэкраны в качестве получасового шоу. Первый сезон телевизионной версии включал в себя 10 получасовых эпизодов. В сентябре 2011 года телеканал продлил сериал на второй сезон, в него вошло 11 эпизодов, премьера состоялась 1 июля 2012 года. В ноябре 2012 года был анонсирован третий сезон шоу.

### Кастинг
Все приглашённые актёры веб-сериала были задействованы в съёмках телевизионной версии. Телеверсия также включает в себя подробности личной жизни Фионы, а не только её сеансы с пациентами. На роль мужа Фионы был приглашён Виктор Гарбер, Лили Томлин исполнила роль матери Фионы. Также в телеверсии Дженнифер Элиз Кокс исполнила роль Джины Спинкс, секретарши с прежней работы Фионы, Молик Панчоли исполнил роль IT-работника Камала Пракаша, помогающего Фионе настроить её интернет-систему для онлайн-сеансов.

## Приглашённые звёзды
- Рашида Джонс в роли Хейли, возлюбленной пациента Фионы Джерома
- Боб Балабан в роли психотерапевта Теда Митчелла
- Алан Камминг в роли международного медиамагната Остина Кларка
- Кортни Кокс в роли медиума Серены Дюваль
- Джейн Линч в роли Клэр Дудек, страдающей приступами агрессии бизнесвумен
- Дэвид Швиммер в роли Ньюелла Миллера, сына профессора, с которым Фиона в колледже имела интимные отношения
- Рози О’Доннелл в роли Максин ДиМейн, распоряжающейся бизнесом Остина Кларка
- Мерил Стрип в роли Камиллы Бонер, супруги создателя лагеря репаративной терапии для гомосексуалов-республиканцев
- Молли Шэннон в роли Кирстен Ноубл, ведущей эротического интернет-блога
- Конан О’Брайан в роли самого себя
- Джулия Луи-Дрейфус в роли Шиван, сестры Фионы
- Сельма Блэр в роли аферистки Тэмми Хайнс, согласившейся стать суррогатной матерью для ребёнка Хейли и Джерома
- Минни Драйвер в роли Аллегры Февро, актрисы, желающей исполнить роль Фионы в экранизации её книги
- Майкл Макдональд в роли Бена Томланда, главы избирательной кампании Кипа Уоллиса
- Мэтт Леблан в роли Ника Джерико
- Мэг Райан в роли Карен Шарп
- Мэй Уитман в роли Блэйр Йеллин
- Даррен Крисс в роли Оджи Сейлеса
- Сара Гилберт в роли Сильвии Франк
- Билли Кристал в роли Гаррета Пинка
- Джесси Тайлер Фергюсон в роли Стива Олсона/Джо Дрейка
- Лорен Грэм в роли Грейс Тайвертон
- Джон Хэмм в роли Джеба Мастерса
- Эллисон Дженни в роли Джудит Фрик
- Нина Гарсиа в роли самой себя
- Гвинет Пэлтроу в роли Майи Ганеш/Дэбби Шнитман
- Кристина Эпплгейт в роли Джнни Болони
- Мэттью Перри в роли Тайлера Бишопа
- Стив Карелл в роли Джексона Пикетта